# Maandagmorgen 6:30
Maandagmorgen 6:30 is de eerste, debuut lp van VOF de Kunst. Het is een album dat hoort bij de Nederpop-stroming.
Van het album bereikten "Suzanne" en "Oude liefde roest niet" in Nederland de destijds drie landelijke hitlijsten op de nationale publieke popzender Hilversum 3 (de Nederlandse Top 40, Nationale Hitparade en de TROS Top 50). 
In België (Vlaanderen) behaalden de twee singles eveneens een notering in zowel de voorloper van de Vlaamse Ultratop 50 als de Vlaamse Radio 2 Top 30.
Het album zelf stond vier weken in de Album Top 100 en bereikte de 33e positie. Het album is als exacte kopie op cd uitgebracht, met een aantal toegevoegde nummers van het album 'Een Jaar Later', uit 1984. Dit, soort van verzamelalbum, 'Suzanne' getiteld, is op de markt sinds 1992.

## Tracklijst
| Titel                            | Lengte |
| -------------------------------- | ------ |
| Marjolein                        | 03:35  |
| 'k wil niet met een ander dansen | 04:07  |
| Suzanne                          | 04:41  |
| 't voordeel van de twijfel       | 03:32  |
| Pas goed op                      | 03:36  |
| Maandagmorgen 6:30               | 04:10  |
| 1983                             | 03:26  |
| Oude liefde roest niet           | 03:25  |
| 17 hoog                          | 03:13  |
| Japie                            | 02:50  |